# Сасівська сільська рада (Виноградівський район)
| Сасівська сільська рада — колишній орган місцевого самоврядування у Виноградівському районі Закарпатської області з адміністративним центром у с. Сасово. Сільській раді підпорядковані населені пункти: - с. Сасово |

## Склад ради
Рада складається з 20 депутатів та голови.

## Керівний склад сільської ради
| ПІБ                   | Основні відомості                                                                         | Дата обрання | Дата звільнення |
| --------------------- | ----------------------------------------------------------------------------------------- | ------------ | --------------- |
| Клюса Василь Юрійович | Сільський голова, 1960 року народження, освіта                                            | 26.03.2006   | 31.10.2010      |
| Клюса Василь Юрійович | Сільський голова, 1960 року народження, освіта незакінчена вища, член партії Єдиний Центр | 31.10.2010   |                 |

Примітка: таблиця складена за даними джерела

## Населення
Згідно з переписом УРСР 1989 року чисельність наявного населення сільської ради становила 2361 особа, з яких 1121 чоловік та 1240 жінок.
За переписом населення України 2001 року в сільській раді мешкали 2283 особи.

### Мова
Розподіл населення за рідною мовою за даними перепису 2001 року:
| Мова       | Відсоток |
| ---------- | -------- |
| українська | 98,60 %  |
| російська  | 0,79 %   |
| угорська   | 0,35 %   |
| білоруська | 0,13 %   |
| молдовська | 0,04 %   |